# Massacro di Tunam
Il massacro di Tunam è stato un crimine di guerra accaduto nel corso della guerra di Corea il 16 luglio 1950, su una montagna sovrastante il villaggio di Tunam in Corea del Sud. Trenta soldati dell'esercito statunitense, gravemente feriti e disarmati, e un cappellano vennero uccisi da membri dell'Esercito Popolare di Corea durante la battaglia di Taejon.
Operando sul fiume Kum durante la battaglia di Taejon, truppe dell'esercito degli Stati Uniti appartenenti al 19th Infantry Regiment della 24th Infantry Division, vennero tagliate fuori dai rifornimenti da un posto di blocco stabilito dalle truppe della Corea del Nord appartenenti alla III Divisione NK. Il posto di blocco si dimostrò difficile da rompere e costrinse le truppe statunitensi a spostarsi tra le montagne vicine per evacuare i feriti.
Trenta soldati dell'esercito degli Stati Uniti, feriti in maniera grave, vennero bloccati in cima a una montagna. Assistiti da due soli non combattenti, un cappellano e un medico, i feriti vennero scoperti da una pattuglia della Corea del Nord. Anche se il medico riuscì a fuggire, i nordcoreani uccisero prima il cappellano disarmato, mentre pregava con i feriti, e quindi tutti gli altri militari feriti. Il massacro fu uno dei numerosi incidenti che portarono i comandanti degli Stati Uniti ad istituire una commissione, nel mese di luglio, per esaminare i crimini di guerra commessi durante le operazioni militari. Lo stesso mese, i comandanti della Corea del Nord, preoccupati per il modo in cui i loro soldati stavano trattando i prigionieri di guerra, disposero severe linee guida per la gestione dei prigionieri nemici. Oltre a questo cambiamento, la storiografia dell'incidente, nelle fonti della Corea del Nord, è in gran parte sconosciuta; di conseguenza, le fonti che dettagliano l'incidente sono quasi esclusivamente degli Stati Uniti e degli altri alleati delle Nazioni Unite.

## Antefatto

### Scoppio della guerra

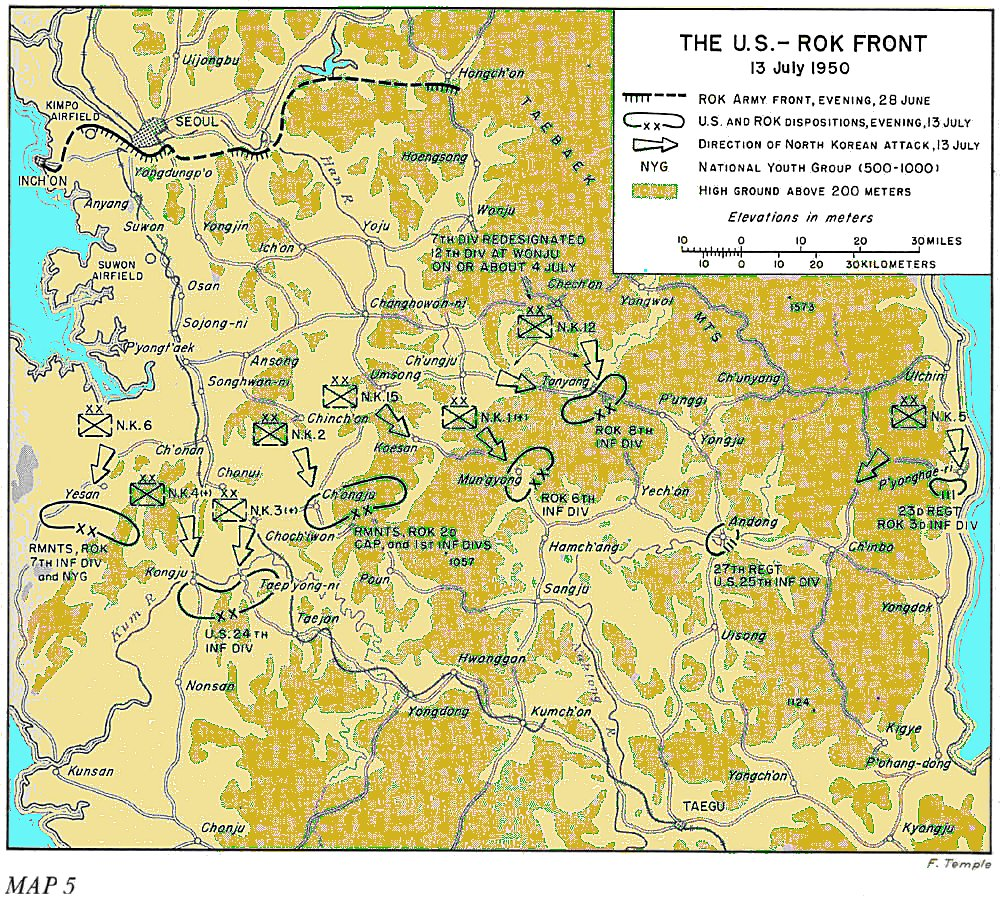
Fronte della guerra di Corea, 13 luglio 1950

Dopo l'invasione della Repubblica di Corea (Corea del Sud) ad opera del suo vicino settentrionale, la Repubblica Democratica Popolare di Corea (Corea del Nord), le Nazioni Unite inviarono delle truppe per prevenire il collasso dello stato della Corea del Sud. Tuttavia, il numero delle forze statunitensi disponibili in Estremo Oriente per sostenere questo sforzo erano state in costante diminuzione a partire dalla fine della seconda guerra mondiale, cinque anni prima. La divisione statunitense più vicina, la 24th Infantry Division con sede in Giappone, era sottodimensionata e gran parte del suo equipaggiamento antiquato a seguito della riduzione dei finanziamenti all'esercito disposta dal presidente Harry S. Truman. Nonostante ciò, la 24th Infantry Division fu la prima unità statunitense ad essere inviata in Corea per sostenere lo scontro iniziale a fronte delle azioni della Corea del Nord e per prender tempo allo scopo di consentire il dispiegamento di forze supplementari, come la 7th Infantry Division, la 25th Infantry Division, la 1st Cavalry Division, la 1st Provisional Marine Brigade e altre unità della Eighth United States Army.

### Ritardare l'azione

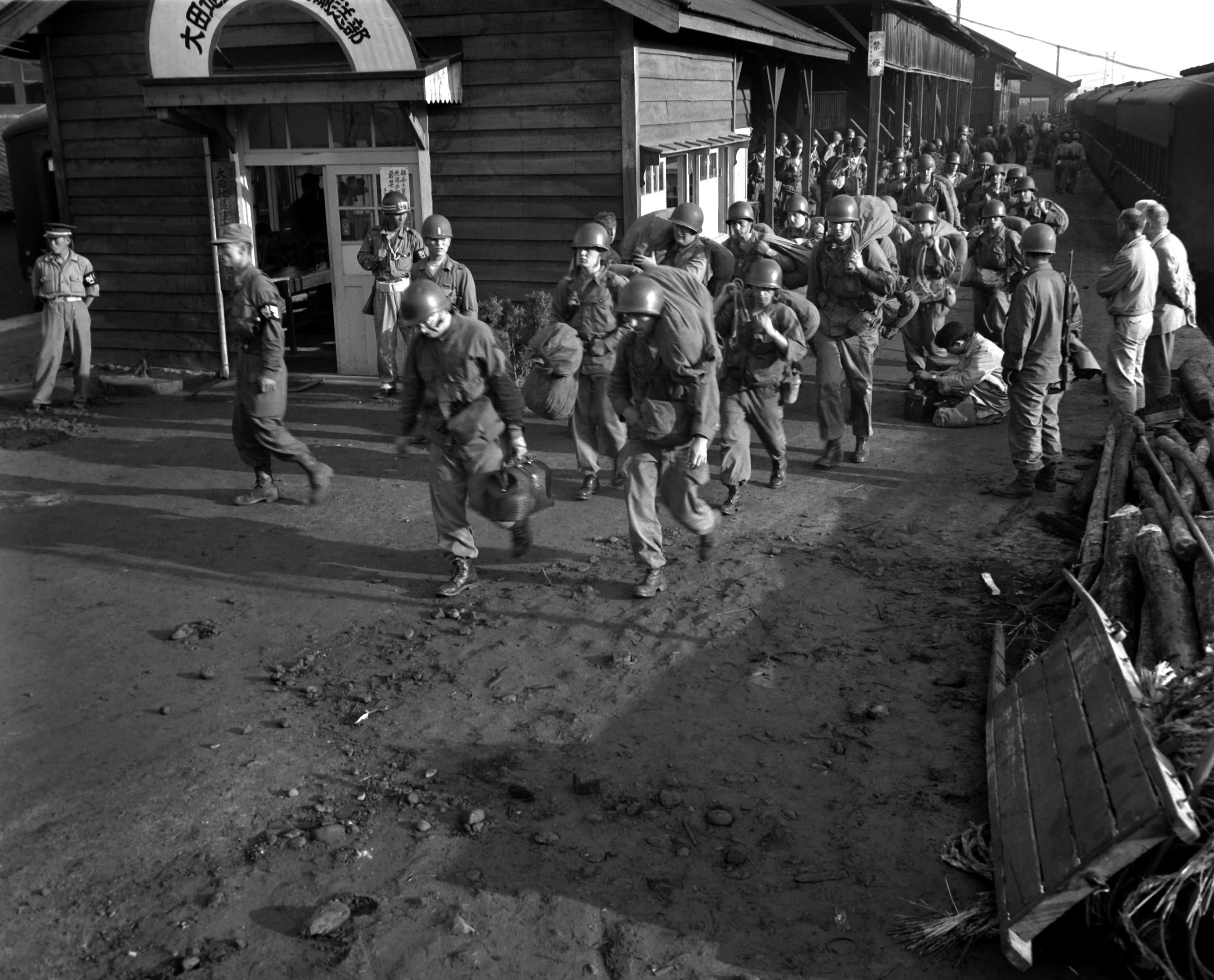
La Task Force Smith arriva in Corea del Sud

Un primo gruppo della 24th Infantry Division venne sconfitto alla battaglia di Osan il 5 luglio, nel corso della prima battaglia tra l'esercito statunitense e le forze della Corea del Nord. Le forze che combatterono la battaglia, Task Force Smith, si ritirarono da Osan e gli statunitensi vennero nuovamente sconfitti alla battaglia di Pyongtaek. Per più di una settimana dopo la sconfitta della Task Force Smith, i soldati della 24th Infantry Division vennero ripetutamente sconfitti dalle forze della Corea del Nord, superiori per numero ed equipaggiamento. I reggimenti della 24th Infantry Division vennero sistematicamente spinti verso sud alle battaglie di Chochiwon, Chonan, Pyongtaek, Hadong e Yechon. Questi soldati statunitensi avevano solo esperienza di occupazione in Giappone e nessuna di combattimento, ed erano impreparati in confronto alle disciplinate unità della Corea del Nord.
Il 12 luglio, il comandante della Divisione, Maggior generale William F. Dean, ordinò ai reggimenti 19th, 21st e 34th di attraversare il fiume Kum, distruggendo tutti i ponti davanti a loro e creando una posizione difensiva a Taejon. Taejon era la maggiore città della Corea del Sud a circa 160 km a sud di Seul e a circa 210 km a nord-ovest di Pusan, ed era il quartier generale della 24th Infantry Division. Dean creò un fronte con il 34th Infantry e il 19th Infantry verso est, e tenne il 21st Infantry di riserva a sud-est. Il fiume Kum avvolgeva la città a nord e ad ovest, fornendo una linea difensiva lunga da 16 a 24 km dalla periferia di Taejon, protetta a sud dai monti Sobaek. Con le principali linee ferroviarie e le strade che si diramavano in tutte le direzioni, Taejon si ergeva come punto di snodo fra Seul e Taegu, dandole un grande valore strategico sia per le forze americane che per quelle della Corea del Nord. Taejon doveva essere tenuta per fermare le forze della Corea del Nord dal convergere sulle linee difensive non ancora definite intorno a Pusan.

## Massacro

### Attacco della Corea del Nord

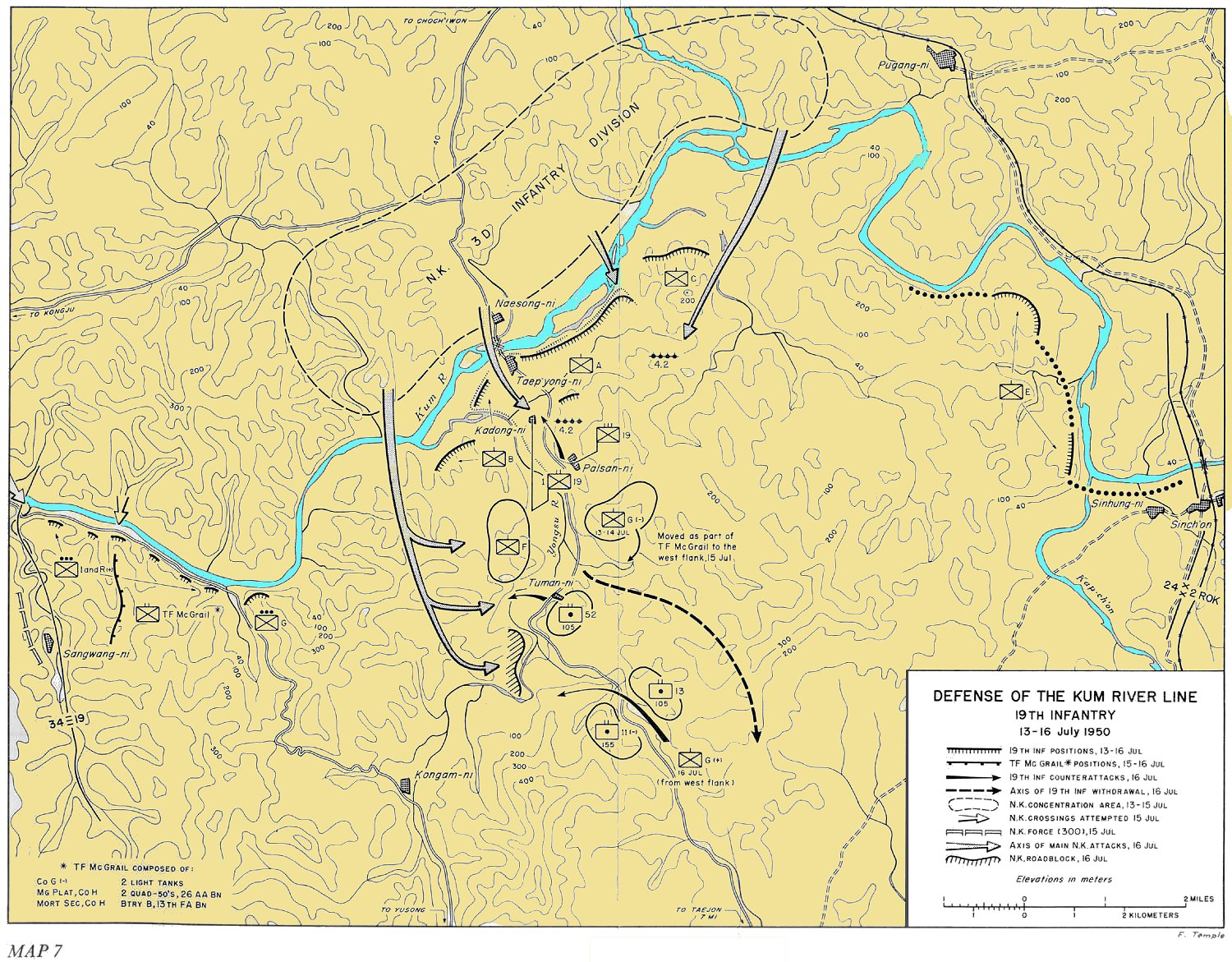
Mappa della difesa del 19th Infantry Regiment sul fiume Kum

Dopo una iniziale penetrazione verso nord, il 34th Infantry ripiegò verso sud a Nonsan. Il 15 luglio, il 19th Infantry spostò il suo 2nd Battalion per coprire alcuni varchi lasciati dal 34th. Giunsero a rinforzo delle forze americane alcune truppe della Corea del Sud. Le forze combinate notarono un grande accumulo di truppe della Corea del Nord sul lato ovest del fiume. Alle 03:00 del 16 luglio, la Corea del Nord lanciò una massiccia offensiva di carri armati, artiglieria e colpi di mortaio sulle posizioni del 19th e le truppe della Corea del Nord iniziarono ad attraversare il fiume su delle imbarcazioni. Le forze della Corea del Nord si riunirono sulla riva occidentale e aggredirono le posizioni del 1st Battalion (compagnie C e E), seguendo con un secondo attacco contro la Compagnia B. Le forze della Corea del Nord si avventarono contro l'intero battaglione, minacciando di travolgerlo. Il comandante del reggimento ordinò a tutte le truppe di supporto e agli ufficiali della linea di respingere l'assalto. Tuttavia, nella mischia, le forze della Corea del Nord riuscirono ad infiltrarsi nelle retrovie, attaccando le forze di riserva e bloccando le linee di rifornimento. Allungato e rarefatto, il 19th Infantry non fu in grado di tenere la linea presso il fiume Kum e contemporaneamente respingere le forze della Corea del Nord.

### Blocco stradale
Le truppe della Corea del Nord istituirono prontamente un posto di blocco direttamente dietro la linea del 19th Infantry nella sua principale via di rifornimento lungo la strada nei pressi del villaggio di Tunam, appena a sud di Yusong periferia occidentale di Taejon. Il posto di blocco divenne rapidamente un serio problema per le forze degli Stati Uniti che cercavano di spostare munizioni e feriti da e per la linea del fiume Kum. Intorno alle 13:00 del 16 luglio, il comandante del 19th Infantry contattò Dean, il quale gli ordinò di rompere il blocco stradale. Tuttavia, le truppe della Corea del Nord avevano creato almeno sei nidi di mitragliatrici sopra la strada di Tunam, e ripetuti attacchi contro di essi non erano stati in grado di tenere le truppe della Corea del Nord a distanza.
Il blocco stradale aveva preceduto l'evacuazione dei feriti. Le truppe tentarono di far passare i feriti in jeep attraverso il posto di blocco, ma ciò le espose al fuoco delle mitragliatrici. Verso le ore 16:00 colonne di soccorso erano state fermate dal blocco, non potendo procedere con il rifornimento di armamenti, nonostante con attacchi aerei si fosse tentato di far arretrare i militari della Corea del Nord. Cinquecento uomini del reggimento erano riuniti in attesa di rompere il blocco stradale mentre le unità pesanti, provenienti da Taejon, si muovevano contro di essi dal lato opposto. Nello stesso tempo, le truppe degli Stati Uniti del 19th Infantry, impegnate nel rimuovere il posto di blocco per far giungere i rifornimenti e curare i feriti, cominciarono a muoversi attraverso le colline circostanti. Un carro armato fu in grado di attraversare il posto di blocco per evacuare il comandante del 19th Infantry ferito, ma dalle 19:00 i comandanti ordinarono al reggimento di spostare i suoi feriti lungo le dorsali ad est del posto di blocco.

### Esecuzione
Alle 21:00, circa 100 uomini del 19th Infantry si spostarono sulle colline ad est della città, portando con sé circa 30 feriti, tra cui diversi uomini in lettiga in quanto troppo gravemente feriti per camminare. Alcuni del gruppo di 100 uomini ricevettero l'ordine di portare gli uomini feriti, ma molti di loro si separarono dal gruppo lungo la montagna. Quando raggiunsero la cima della montagna, gli ufficiali decisero che alcuni dei feriti gravi non potevano essere portati, visto che coloro che li trasportavano erano ormai esausti. L'ufficiale medico del reggimento, il capitano Linton J. Buttrey e il Cappellano Herman G. Felhoelter rimasero indietro con i feriti, con l'intenzione di muoversi quando un altro gruppo di soldati sarebbe venuto in soccorso. Buttrey indossava un bracciale con la Croce Rossa che lo identificava come un medico, mentre Felhoelter indossava un grande bracciale bianco, con la croce latina, che lo identificava come cappellano militare. Loro due e i feriti rimasti erano non combattenti secondo il diritto internazionale, in quanto non portavano armi.
Poco dopo, Buttrey e Felhoelter sentirono una pattuglia della Corea del Nord che si avvicinava, un gruppo di uomini della North Korean 3rd Division che si era infiltrato tra le linee degli Stati Uniti. Felhoelter disse a Buttrey di scappare, e anche se Buttrey venne colpito e gravemente ferito alla caviglia, riuscì a fuggire. Felhoelter iniziò ad amministrare l'estrema unzione ai feriti nelle lettighe. Da questo punto, osservatori del reggimento 19th Infantry, guardando attraverso un binocolo da una certa distanza, osservarono una pattuglia, costituita da giovani truppe, possibilmente non addestrate, della Corea del Nord, avvicinarsi al sito dei feriti. Le truppe erano armate con fucile di fabbricazione sovietica e con fucili mitragliatori PPŠ-41. Appena Felhoelter si inginocchiò per pregare tra i soldati statunitensi feriti, le truppe della Corea del Nord gli spararono alla testa e alla schiena. Quindi procedettero ad uccidere i 30 soldati gravemente feriti, con i loro fucili automatici, prima di ritirarsi.

## Conseguenze

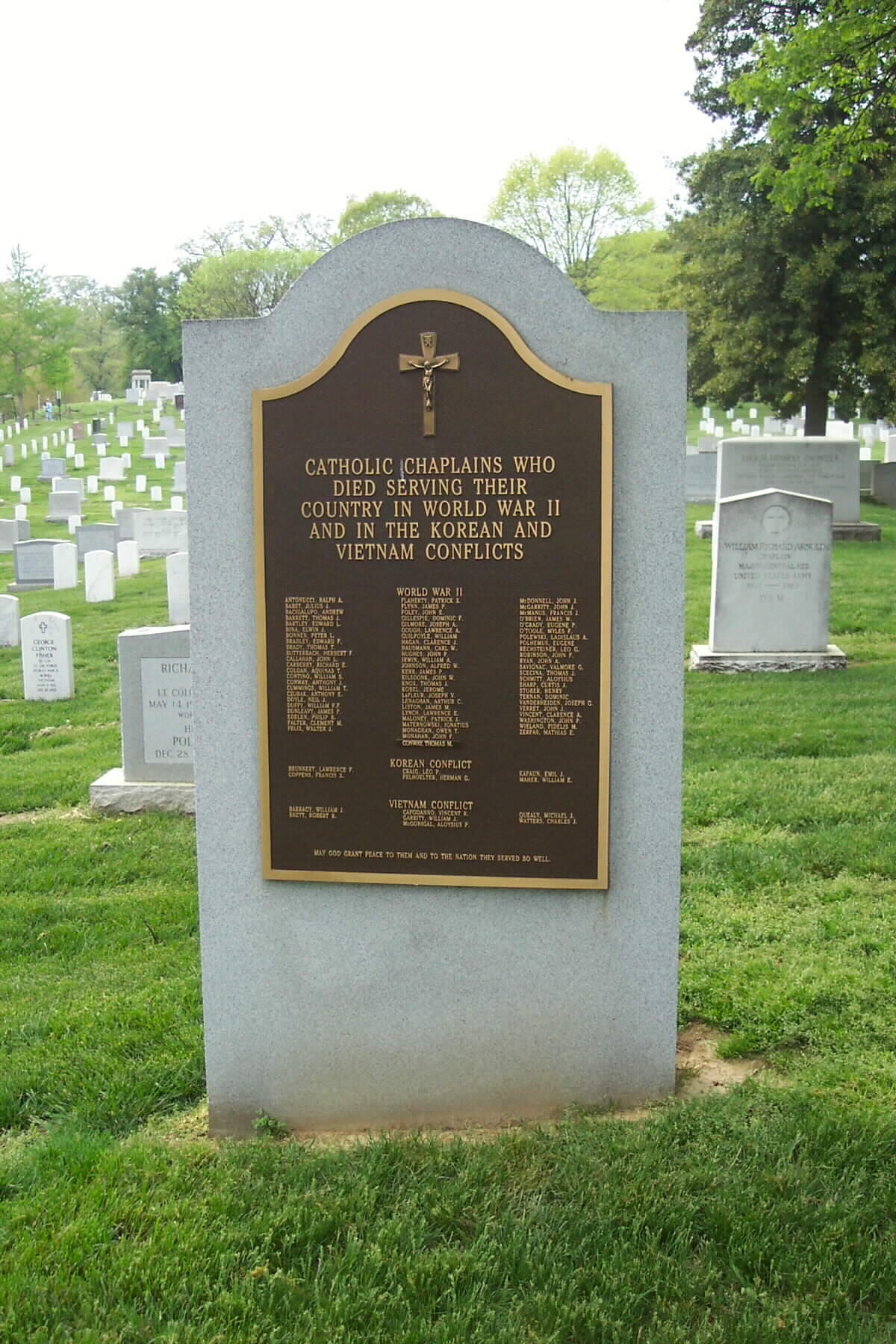
Il monumento a Chaplains Hill nel cimitero di Arlington, dove è ricordato Felhoelter.

Le truppe statunitensi furono in grado di recuperare i corpi di sole tre vittime del massacro a causa del caos della battaglia e del successivo ritiro americano, e non furono in grado di catturare nessuno dei militari della Corea del Nord che avevano partecipato al massacro. Per la sua decisione di rimanere indietro con i feriti, Herman G. Felhoelter venne insignito postumo della Distinguished Service Cross, la seconda più alta decorazione al valor militare assegnata ai militari degli Stati Uniti. Fu il primo cappellano della guerra a ricevere una decorazione al valore. Ricevette un breve necrologio sul Time Magazine nel dicembre del 1952. Felhoelter fu il primo di dodici cappellani ad essere ucciso o disperso in quella guerra, compreso Emil J. Kapaun, il secondo cappellano della guerra ad essere insignito delle Distinguished Service Cross.

### Risposta degli Stati Uniti d'America
L'incidente sarebbe stato uno dei primi episodi di una serie di atrocità di cui le forze degli Stati Uniti hanno accusato i soldati della Corea del Nord. Dopo il massacro di Tunam e la sanguinosa strage Gulch, i comandanti degli Stati Uniti istituirono una commissione, il 27 luglio, per indagare sulle accuse di crimini di guerra e raccogliere delle prove.
Alla fine del 1953, la Commissione per le Operazioni Governative del Senato degli Stati Uniti d'America, guidata da Joseph McCarthy, condusse un'investigazione su 1.800 rapporti di crimini di guerra commessi durante la guerra di Corea. Il massacro di Tunam fu uno dei primi ad essere investigato e prese il nome di massacro del cappellano-medico da Herman G. Felhoelter. Buttrey, l'unico sopravvissuto, fu chiamato a testimoniare di fronte alla Commissione; il governo degli Stati Uniti concluse che l'esercito nordcoreano aveva violato i termini della Convenzione di Ginevra, condannando pertanto le sue azioni.
Nel 1981, gli Stati Uniti eressero una serie di monumenti nel cimitero nazionale ad Arlington, con i nomi dei cappellani uccisi nelle varie guerre, tra cui la seconda guerra mondiale, la guerra di Corea e la guerra del Vietnam. Il nome di Felhoelter è tra quelli incisi nel memoriale.

### Risposta della Corea del Nord
Le successive ricerche hanno appurato che il comando della Corea del Nord non aveva ordinato direttamente alle sue truppe di maltrattare i prigionieri o i feriti disarmati durante la prima fase della guerra. Il massacro di Tunam e simili atrocità si ritiene siano stati condotti da "piccole unità non controllate, da individui vendicativi, o a causa di situazioni sfavorevoli e sempre più disperate affrontate dai rapitori". Le truppe coreane del Nord hanno sofferto di condizioni peggiori in prima linea, rispetto a quelle dei feriti e prigionieri americani. T. R. Fehrenbach, uno storico militare, ha scritto nella sua analisi del caso, che le truppe della Corea del Nord che commisero questi atti erano probabilmente abituate alla tortura e all'esecuzione di prigionieri a causa di decenni di dominio di eserciti oppressivi quali l'Impero del Giappone fino alla seconda guerra mondiale.
Il 28 luglio 1950, un ordine del generale Lee Yong Ho, comandante della 3rd Division della Corea del Nord, venne intercettato dallo spionaggio delle Nazioni Unite. Il documento era firmato da Kim Chaek, comandante in capo, e Choe Yong-gon, comandante dell'Advanced General Headquarters dell'esercito della Corea del Nord, e dichiarava che l'uccisione dei prigionieri di guerra era "strettamente proibita." Lee inviò singole unità per informare le truppe dell'ordine. L'alto profilo del massacro spinse i comandanti nordcoreani ad emettere ordini più severi sul trattamento dei prigionieri di guerra.